# Nirvana (groupe)
Vous lisez un « article de qualité » labellisé en 2017.
Pour les articles homonymes, voir Nirvana.
Nirvana ([nɪɹˈvɑnə] ) est un groupe de grunge américain, originaire d'Aberdeen, dans l'État de Washington, formé en 1987 par le chanteur-guitariste Kurt Cobain et le bassiste Krist Novoselic. Après Bleach en 1989, leur premier album studio produit par le label indépendant Sub Pop et une succession de batteurs, la formation se stabilise avec l'arrivée de Dave Grohl en octobre 1990.
Le trio signe l'année suivante, avec le label DGC Records et sort son deuxième album, Nevermind, accompagné notamment des singles Smells Like Teen Spirit et Come as You Are. Les clips de ceux-ci sont largement diffusés sur la chaîne musicale MTV, tandis que l’album dépasse rapidement les prévisions de vente. Au total, il se vendra à plus de trente millions d'exemplaires, devenant un des albums les plus vendus au monde. Le groupe devient la cible de la presse à sensation, à cause de la relation tumultueuse de Kurt Cobain avec la chanteuse Courtney Love et de leur consommation excessive de drogues dures. Sous pression, la formation est au bord de la rupture à l'été 1992 mais accepte de participer au festival de Reading, qui verra l'une des prestations scéniques les plus abouties de son existence.
Nirvana s'isole ensuite au début de l'année suivante au studio Pachyderm (Cannon Falls, Minnesota) avec Steve Albini et y enregistre son troisième album, dans l'objectif de retrouver un style musical plus sombre et « moins commercial » que celui de Nevermind. Après le remixage de la controversée première version, In Utero sort en septembre 1993 et occupe immédiatement la tête des différents classements de ventes, bien qu'il ne bénéficie d'aucune promotion. Désormais accompagné sur scène par Pat Smear à la guitare et de Lori Goldston au violoncelle, le groupe s'illustre à la mi-novembre lors de l'émission MTV Unplugged, lors de laquelle il réalise plusieurs reprises dont Where Did You Sleep Last Night de Leadbelly et The Man Who Sold the World de David Bowie. Après une dernière jam session au début de 1994, la tournée européenne qui suit s'achève prématurément avec l'hospitalisation de Kurt Cobain pour tentative de suicide. Il part à Los Angeles suivre une cure de désintoxication mais s'enfuit peu après, et rentre à Seattle pour mettre fin à ses jours chez lui le 5 avril 1994.
Avec seulement trois albums studio, les compositions de Nirvana proposent des ballades inspirées des Beatles et des morceaux aux riffs plus agressifs influencés par les Pixies, Sonic Youth, Black Sabbath ou encore les Melvins autour de thèmes variés et souvent personnels à Kurt Cobain : son mal de vivre, sa dépendance à l'héroïne, le machisme dans la société américaine, l'amour ou sa propre enfance. La carrière du trio, bien que courte, marque l'histoire du rock de son empreinte en étant la figure emblématique du mouvement grunge, rendant populaire le rock alternatif et ouvrant la voie à d'autres groupes tels que Foo Fighters, The Offspring ou Green Day. Nirvana est introduit au Rock and Roll Hall of Fame en 2014. DGC Records publiant régulièrement des compilations, des albums live ou de nouvelles éditions d'albums de la formation, les ventes globales du groupe dépassent désormais les soixante-quinze millions de disques dans le monde.

## Biographie

### Débuts et premier album (1987–1990)

#### Formation et débuts (1987-1988)
Kurt Cobain et Krist Novoselic se rencontrent pour la première fois en 1984 à la salle de répétition des Melvins, à Aberdeen. Bien que le premier veuille déjà monter un groupe avec le second, ce n'est qu'en 1987 qu'ils commencent à jouer ensemble. Ils débutent avec Bob McFadden à la batterie, puis recrutent Aaron Burckhard durant l'hiver pour le remplacer. Ils jouent d'abord des morceaux de Fecal Matter, l'ancien groupe de Kurt Cobain, avant de composer de nouvelles chansons.
Kurt Cobain et Krist Novoselic déménagent respectivement à Tacoma et Olympia et perdent contact avec leur batteur. Dale Crover, batteur des Melvins, les rejoint alors pour les répétitions. Le 23 janvier 1988, les trois musiciens enregistrent une première démo de dix titres au studio Reciprocal Recording avec le producteur Jack Endino du label Sub Pop, qui a supervisé les groupes majeurs de la première vague grunge tels que Mudhoney, Tad et Soundgarden. Ils sont présentés à Jonathan Poneman, directeur de Sub Pop,. Dale Crover quitte à son tour le groupe en mars en leur recommandant un autre batteur, Dave Foster. La formation se stabilise pendant quelques mois, mais à la suite d'un séjour en prison de ce dernier et malgré un éphémère retour de Aaron Burckhard, le duo publie une annonce dans le magazine The Rocket afin de trouver le maillon manquant. Un ami commun leur présente alors Chad Channing, qui devient le batteur du groupe. Le trio adopte différents noms avant de se fixer sur « Nirvana », inaugurant cette appellation lors d'un concert le 19 mars à Tacoma.
Jonathan Poneman les invite à se produire au Sub Pop Sunday le 24 avril 1988 à Seattle. Bruce Pavitt, l'autre dirigeant du label, et lui sont impressionnés par « la fureur scénique du groupe ». Nirvana est de ce fait convié au studio Reciprocal Recording à plusieurs reprises, en juin et juillet, afin d'enregistrer avec Jack Endino quatre chansons : Love Buzz, une reprise de Shocking Blue, Big Cheese, Spank thru et Blandest. Jonathan Poneman choisit d'inaugurer le Sub Pop Singles Club, en novembre 1988, avec la sortie de son premier single, Love Buzz, tiré à mille exemplaires,.

#### Bleach, Prémices du succès (1988–1990)

Sub Pop est le premier label à croire en Nirvana et lui offre la possibilité d'enregistrer son premier album, Bleach.

Parallèlement à la signature d'un contrat avec Sub Pop, le trio répète durant plusieurs semaines dans l'optique d'entrer en studio,,. Une première session a lieu le 24 décembre 1988 au Reciprocal Recording mais n'est pas très productive : le groupe et Jack Endino évoquent surtout ce qu'ils souhaitent faire,. Les sessions suivantes de fin décembre, puis de janvier, se révèlent plus fructueuses, et l'album est enregistré et mixé en une trentaine d'heures. Jack Endino facture l'enregistrement 606,17 $ à Nirvana. Le groupe emprunte cet argent à Jason Everman, ce qui lui vaut d'être crédité comme deuxième guitariste, alors qu'il n'a pas joué une seule note sur l'album.
Sub Pop n'ayant pas suffisamment de fonds pour publier l'album, sa parution est repoussée de plusieurs mois et ne bénéficie d'aucune promotion : avec seulement cinq mille exemplaires prévus, le label ne croit pas en la réussite du groupe et se concentre davantage sur Mudhoney et Tad,,. Bleach paraît le 15 juin 1989 aux États-Unis, au Royaume-Uni et en Australie,,.
Malgré la très faible promotion du label, Nirvana part dans son vieux van pour une tournée de dix-neuf dates avec Jason Everman comme deuxième guitariste. Le public est très peu nombreux et la majorité des spectateurs sont davantage attirés par la réputation de Sub Pop que par le groupe. Le budget, lui aussi très limité, force souvent les membres à dormir dans la même chambre de motel, voire dans le même lit. Au cours de la tournée, Jason Everman s'efface de plus en plus du groupe, Kurt Cobain ne lui adressant même plus la parole lors du trajet retour vers Seattle. Ce dernier et Krist Novoselic forment brièvement un supergroupe avec Mark Lanegan et Mark Pickerel, de Screaming Trees, au Reciprocal Recording, lors de deux sessions fin août, au cours desquelles ils échangent sur la culture blues et notamment Leadbelly, figure majeure de la musique populaire américaine dans les années 1930-1940,.
Nirvana ne donne que quatre concerts dans l'État de Washington, en août 1989, et deux en septembre 1989 dans le Midwest, Kurt Cobain passant beaucoup de temps dans son appartement d'Olympia à écrire de nouvelles chansons. Le groupe se réunit un soir, au studio Music Source, avec le producteur Steve Fisk, afin d'enregistrer Blew, un maxi à destination de l'Europe, où Bleach vient seulement de paraître et où Nirvana va bientôt donner des concerts. Le groupe commence la tournée devant un public et une presse britannique enthousiastes, puis parcourt l'Europe pendant six semaines dans des salles de plus en plus remplies. La prestation à Rome est désastreuse et Kurt Cobain déclare alors son intention de quitter le groupe, avant de menacer de sauter dans le vide ; il dénonce ainsi l'attitude des deux dirigeants de Sub Pop, qui ont profité financièrement de la tournée alors que le trio enchaîne les dates dans des conditions déplorables. Presque sans le sou, les musiciens peinent à remplacer le matériel qu'ils détruisent « instinctivement » sur scène. Kurt Cobain fracasse ainsi sa guitare Washburn et Krist Novoselic sa basse lors d'une des deux soirées à l'Astoria de Londres, faisant d'eux les ambassadeurs du son de Seattle et du grunge. Leur réputation traverse l'Atlantique et les premiers mois de l'année 1990 voient les ventes de Bleach décoller, obtenant le plus grand succès jamais rencontré par un premier album sorti sur un label indépendant.

### Déferlante Nirvana (1990–1992)

#### Réalisation de l'albumNevermind(1990-1991)

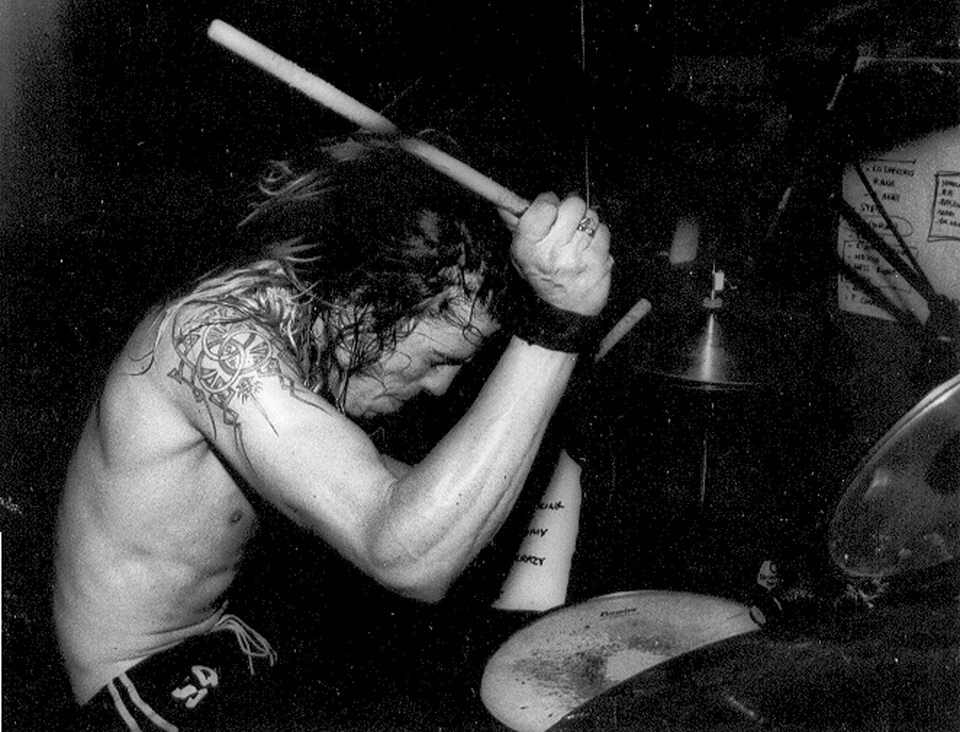
Dave Grohl devient le nouveau batteur de Nirvana en octobre 1990.

Suivant les conseils de Pavitt, Nirvana commence à travailler sur son deuxième album dès le début de l'année 1990, avec Butch Vig à la production,. Le groupe entre dans ses studios de Madison, dans le Wisconsin, et y enregistre huit chansons pendant quatre jours, la session s'achevant quand le chanteur se casse la voix. Les paroles ne sont pas encore définitives, et Kurt Cobain y travaille toujours. Ce dernier est également particulièrement mécontent du jeu de Chad Channing à la batterie alors que ce dernier est frustré de ne pas être plus impliqué dans le processus créatif : il quitte donc le groupe peu après,. En quête d'un remplaçant, Kurt Cobain et Krist Novoselic font d'abord appel à Dale Crover, puis à Dan Peters, de Mudhoney, avant de rencontrer Dave Grohl, qui les avait impressionnés lorsqu'il évoluait avec Scream,. Le batteur est engagé en octobre et le bassiste dira plus tard : « dès que Dave nous a rejoint, tout s'est mis en place, Nirvana avait trouvé son chaînon manquant […] Quelque chose nous a fait nous rencontrer, et l'impact était immédiat ».
En parallèle, Kurt Cobain écoute alors des groupes comme R.E.M., The Smithereens ou les Pixies. Désabusé par le son lourd de la scène grunge sur lequel Sub Pop a construit son image, il s'inspire de ces artistes pour écrire des morceaux plus mélodiques, mais comportant néanmoins « une guitare rugissante et une batterie sauvage ». Le single Sliver, sorti en septembre 1990, montre l'orientation musicale qu'il veut emprunter et a d'ailleurs pour but de préparer le public au prochain album du groupe.
Le changement de batteur s'accompagne également de la recherche d'un nouveau label pour Nirvana, qui se sert pour cela de la démo de la session d'enregistrement avec Butch Vig. Sub Pop connaissant des difficultés financières, le trio prend alors les devants et recherche une maison de disques suffisamment importante pour racheter leur contrat. Plusieurs labels les courtisent et le groupe signe avec DGC Records sur les recommandations de Kim Gordon, de Sonic Youth. DGC leur propose de terminer l'album en leur soumettant plusieurs noms de producteurs dont celui de Scott Litt, mais le groupe souhaite garder Butch Vig, avec qui il a établi un rapport de confiance. Le trio donne un concert le 17 avril 1991, au cours duquel il interprète Smells Like Teen Spirit pour la première fois en public. L'argent récolté permet de payer l'essence du trajet jusqu'à Los Angeles. La suite de l'enregistrement a lieu aux studios Sound City de Van Nuys au mois de mai.

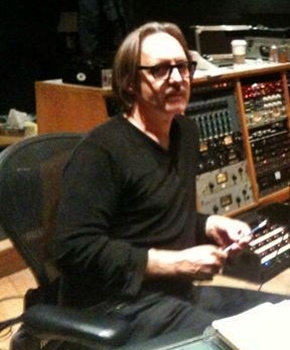
Butch Vig, le producteur de Nevermind.

À leur arrivée, ils passent quelques jours à peaufiner les arrangements des chansons avec Butch Vig. Les chansons ayant été longuement répétées avant, deux ou trois prises suffisent pour chaque titre,,,. Krist Novoselic et Dave Grohl terminent leurs parties en quelques jours, mais Kurt Cobain doit travailler plus longuement la guitare et le chant. Bien que réticent à multiplier les prises, le chanteur se laisse persuader de doubler sa piste vocale comme John Lennon, l'une de ses idoles, le faisait. La bonne ambiance règne durant les sessions d'enregistrement même si Butch Vig rapportera plus tard que Kurt Cobain était lunatique et difficile par moments, affirmant qu'il « pouvait être formidable pendant une heure et passer l'heure suivante assis dans un coin sans dire un mot ». Chaque soir, le trio se rend à Hollywood pour relâcher la pression et Krist Novoselic, grand consommateur de whisky et seul membre du groupe à avoir le permis de conduire, est arrêté une nuit par la police en raison de sa conduite erratique.
Une fois l'enregistrement de l'album terminé, Butch Vig et le groupe partent le mixer aux studios Devonshire fin mai. Mécontents de leur travail, ils décident au bout de quelques jours de faire appel à quelqu'un d'autre pour superviser l'opération. DGC Records leur fournit une liste de noms, sur laquelle figurent Scott Litt et Ed Stasium. Kurt Cobain craint néanmoins qu'en faisant appel à eux, le son de l'album se rapproche trop de ce qu'ils ont fait avec R.E.M. et The Smithereens, il préfère donc Andy Wallace, qui a travaillé sur Seasons in the Abyss (1990) de Slayer.

#### Nevermind, la percée fulgurante (1991-1992)
Nevermind sort le 24 septembre 1991,, précédé deux semaines plus tôt par le single Smells Like Teen Spirit, qui doit rassembler une base de fans parmi les amateurs de rock alternatif, tandis que le deuxième single programmé, Come as You Are, doit fédérer un public plus large. DGC Records espère ainsi qu'il se vendra environ 250 000 exemplaires de l'album, soit le chiffre atteint par Goo, l'opus de Sonic Youth sorti l'année précédente par le label.
Nevermind entre au Billboard 200, le classement des ventes aux États-Unis, à la 144e place le 12 octobre,. À la suite de la diffusion du clip de Smells Like Teen Spirit sur MTV deux jours plus tard, la chanson devient de plus en plus populaire et la chaîne la passe plusieurs fois par jour,. C'est désormais un tube et l'album se vend tellement bien que les stratégies de marketing de DGC deviennent rapidement obsolètes : il est disque d'or à la fin octobre, puis disque de platine, mais le trio demeure assez indifférent à ce succès, surtout surpris de cette réussite,,. Kurt Cobain se désole même de cette médiatisation et déclare : « je ne pense pas que cela soit génial de passer 20 fois par jour sur MTV, à part pour les ventes de l'album. Du strict point de vue de l'image du groupe, c'est catastrophique. On passe vraiment pour un produit de consommation courante ».
Nirvana se lance fin septembre dans une tournée d'un mois en Amérique du Nord pour promouvoir l'album, puis part en Europe, début novembre, pour vingt-quatre dates. À Gand, le 23 novembre, Dave Grohl et Krist Novoselic échangent leur place afin de jouer pour la première fois en public Where Did You Sleep Last Night, reprise de Leadbelly et chanson emblématique de Nirvana par la suite. C'est également pendant cette tournée européenne que le groupe se rend compte de sa popularité, les salles de concerts étant bondées, des équipes de télévision les suivant constamment sur scène et Smells Like Teen Spirit passant sans arrêt à la radio et sur les chaînes musicales. Leur prestation, lors de l'émission britannique Top of the Pops du 27 novembre, est d'ailleurs très remarquée tant le trio, excédé de devoir jouer en playback, interprète le single délibérément sans enthousiasme,. Ils sont ensuite invités, début janvier 1992, aux émissions Late Show with David Letterman et Saturday Night Live pendant lesquelles Krist Novoselic donne un baiser à ses compères,. Tout comme lors de ces programmes télévisuels, le groupe achève ses concerts par Territorial Pissings ou Endless, Nameless, chansons au tempo frénétique que le trio conclut invariablement par la destruction de ses guitares, et parfois même de la batterie.
Le 11 janvier 1992, Nevermind déloge Dangerous de Michael Jackson de la première place du Billboard 200, se vendant alors à environ trois cent mille exemplaires par semaine. Même le New York Times s'intéresse à la réussite du groupe et du disque dans sa section économique. Début février, trois millions d'exemplaires se sont alors vendus. Le 24 janvier, le groupe entame à Sydney une tournée de dix-sept dates dans le Pacifique, qui s'achève le 22 février à Honolulu, où Kurt Cobain épouse Courtney Love, deux jours plus tard, en pyjama sur la plage. Come as You Are sort le 24 février mais connaît moins de succès que le single précédent. Le groupe annule sa deuxième tournée américaine prévue en avril, en raison de la fatigue accumulée pendant les tournées précédentes. Le trio joue par la suite dix concerts en Europe du 21 juin au 4 juillet.
Alors que Nevermind s'est vendu à plus de cinq millions d'exemplaires et que Nirvana occupe le devant de la scène musicale mondiale, rendant populaire le grunge et le rock alternatif en général, Kurt Cobain s'adjuge 75 % des droits d'auteur du groupe. Par ailleurs, son état de santé inquiète à la vue des multiples drogues qu'il consomme de façon excessive. Sa femme et lui font d'ailleurs régulièrement les unes de la presse à sensation pour cette raison. Des rumeurs annonçant la séparation du groupe se répandent alors. Malgré le faible nombre de répétitions et en échange de 250 000 $, Nirvana accepte d'être en tête d'affiche du festival de Reading le 30 août. Le chanteur arrive sur scène dans un fauteuil roulant et habillé d'une robe d'hôpital,. Devant 40 000 personnes, ses membres se moquent des rumeurs sur la fin du groupe, tout au long du spectacle, et présentent Tourette's pour la première fois, faisant de ce concert l'une des meilleures performances scéniques de leur carrière, pour la BBC.
Ne pouvant publier de nouvel album à la fin de l'année 1992, DGC Records publie le 15 décembre la compilation Incesticide, qui rassemble des titres enregistrés au cours des cinq dernières années et un livret complet où Kurt Cobain évoque principalement ses préférences musicales. En parallèle, le label réédite Bleach en collaboration avec Sub Pop, afin de profiter du succès planétaire de Nirvana.

### Point de non-retour (1993–1994)

#### In Utero, message d'adieu (1993)
Le chanteur, qui a déjà entamé la composition de la plupart des chansons d'un troisième album dans son appartement au printemps 1992, souhaiterait commencer à travailler dessus avec le reste du groupe à partir de l'été mais les trois musiciens vivent désormais dans des villes différentes : Dave Grohl est retourné en Virginie, Krist Novoselic vit avec sa femme à Seattle et Kurt Cobain attend la naissance de sa fille Frances Bean à Los Angeles. Trouvant le son de Nevermind trop lisse, il souhaiterait aussi revenir à l'intensité primale de Bleach pour le prochain album, en y ajoutant de la maturité,. Dès juillet, il fait part de sa volonté d'enregistrer avec Endino et Steve Albini, producteur de Surfer Rosa des Pixies. Ils effectuent d'ailleurs une session fin octobre avec le premier à Seattle,, mais le producteur ne veut cependant pas prendre la responsabilité du nouvel album, remarquant d'ailleurs que le trio ne demande pas spécialement son aide. Steve Albini, est donc choisi, réputé pour un son « abrasif presque corrosif qui magnétise les auditeurs ».
Lors de leur passage au Brésil fin janvier 1993 pour le festival Hollywood Rock, ils se rendent dans un studio de São Paulo et y enregistrent quelques démos, puis jouent pour la première fois en public Scentless Apprentice et Heart-Shaped Box le lendemain à Rio de Janeiro. Kurt Cobain et Steve Albini échangent beaucoup par fax sur la direction à prendre pour l'album, la nécessité d'avoir un son rugueux et de privilégier les sessions en prise directe. Ils s'imposent d'entrée une durée maximale de quinze jours pour l'enregistrement de celui-ci. Se méfiant de DGC Records, le producteur propose que le groupe paye lui-même la facture (location du studio, enregistrement et production) et refuse de toucher un pourcentage sur les ventes, pratique qu'il considère immorale et comme « une insulte à l'artiste »,,.

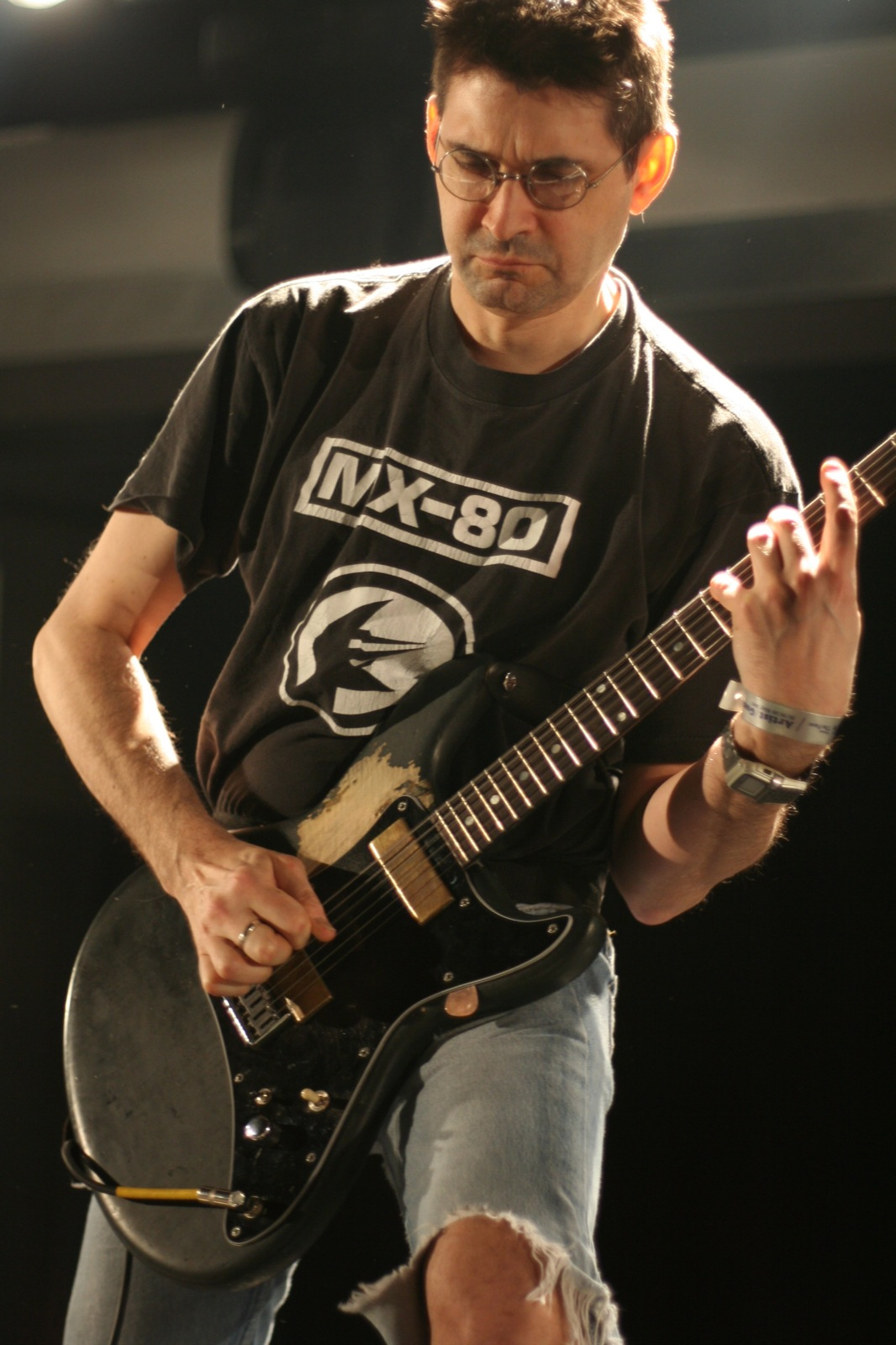
Steve Albini est choisi comme producteur d'In Utero pour sa réputation à produire un son abrasif.

En février, Nirvana s'isole au studio Pachyderm de Cannon Falls, dans le Minnesota, afin d'éviter tout contact médiatique et rencontre Steve Albini physiquement pour la première fois,,. Seul le technicien Bob Weston est présent durant la grande majorité des sessions. Ils précisent clairement à DGC Records qu'ils ne souhaitent pas être dérangés pendant l'enregistrement et refusent d'ailleurs de montrer le travail en cours à l'A&R du label. De plus, le producteur demande aux trois musiciens de se couper des personnes extérieures, car il estime que l'entourage du trio est « le plus gros tas de merde qu'il ait jamais rencontré ». Le rythme est rapidement très soutenu et les morceaux sont enregistrés avec les trois musiciens ensemble en direct, sans aucun effet. Kurt Cobain ajoute ensuite des passages supplémentaires et des solos de guitare sur la moitié des chansons, puis finit par le chant, permettant de réaliser l'enregistrement en six jours,. Courtney Love vient voir son mari au bout d'une semaine, parce qu'il lui manque, ce qui altère l'ambiance dans le studio, critiquant leur travail et allant au conflit avec tout le monde, notamment Dave Grohl,.
Un premier mixage réalisé en cinq jours est envoyé aux responsables du label, à leur société de management et à leur entourage fin février. Les retours sont négatifs : l'album est « inaudible », « les paroles pas à la hauteur », avec « trop d'effets sur la batterie et une voix enfouie » que les radios n'accueilleront probablement pas favorablement,. Les médias s'emparent alors de l'affaire, font monter la pression et le producteur est rapidement traîné dans la boue pour « avoir bousillé le disque de Nirvana ». Cependant, quelques amis du groupe apprécient l'album et le trio est alors convaincu qu'il faut le publier ainsi en avril. Mais les nombreuses critiques finissent par les faire douter et ils en viennent à la conclusion que la basse et le chant sont réellement inaudibles. Ils se tournent de nouveau vers Steve Albini pour remixer l'album, mais celui-ci refuse. Ils confient alors le mastering à Bob Ludwig pour dissiper les inquiétudes : Krist Novoselic est ravi du résultat, mais pas Kurt Cobain, qui trouve encore le son imparfait.
Alors que des médias évoquent un album à refaire entièrement, Nirvana, le directeur de DGC Records, puis David Geffen réagissent pour expliquer que le groupe souhaiterait seulement retravailler certaines chansons avec Scott Litt, dont la production sur Automatic for the People de R.E.M. a été fortement louée,. Steve Albini proteste violemment, arguant que le groupe avait un accord avec lui et qu'aucune piste ne pouvait être modifiée sans son accord. Il finit par céder quand Krist Novoselic l'appelle au téléphone. Le trio retravaille ensuite quelques pistes au studio Bad Animals de Seattle en mai avec Scott Litt et en retire une du disque,.
Nirvana interprète pour la première fois les chansons d'In Utero lors d'un événement organisé par Krist Novoselic à San Francisco le 9 avril afin de dénoncer les viols perpétrés en Yougoslavie, son pays d'origine, et récolter des fonds pour les aider. Le bassiste décide d'ailleurs de se faire désormais appeler Krist pour marquer ses origines croates. Le groupe ne donne que trois autres concerts au cours de l'été mais ces spectacles marquent une première puisqu'il est rejoint par la violoncelliste Lori Goldston lors du deuxième, tandis que Pat Smear, l'ancien guitariste des Germs, est rapidement considéré comme le quatrième membre du groupe après avoir été invité à une de leurs répétitions. Il permet ainsi à Kurt Cobain d'avoir plus de liberté sur scène, sans avoir à se soucier de certaines portions de guitares devenues ingérables à jouer seul. Lors du troisième spectacle, le chanteur rejoint sa femme sur scène pour leur unique performance commune.
In Utero est publié le 13 septembre 1993 au Royaume-Uni et une semaine plus tard aux États-Unis,. Afin d'éviter la surmédiatisation de l'album, DGC Records adopte la même stratégie que pour Nevermind et en fait peu de publicité. Aucun single n'est d'ailleurs publié de façon commerciale. Bien que le groupe espère aussi avoir moins de succès, In Utero débute directement à la première place du Billboard 200, avec plus de 180 000 exemplaires vendus dès la première semaine, et du classement britannique des ventes. Un mois plus tard, Nirvana entame une tournée de quarante-cinq dates à travers les États-Unis, dont les premières parties sont assurées par leurs groupes favoris : The Breeders, Shonen Knife, Butthole Surfers ou Meat Puppets,.

#### Concert acoustique et session prometteuse (1994)

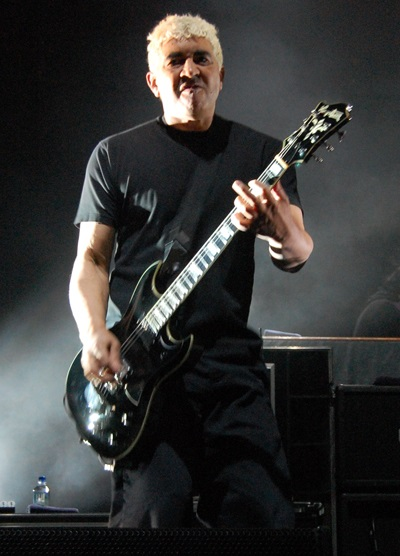
Depuis l'été 1993, Pat Smear accompagne Nirvana sur scène pour soulager Kurt Cobain de certaines parties à la guitare.

Afin de relancer les ventes d'albums et de places de concerts, moins élevées que prévu, Nirvana accepte de jouer pour l'émission MTV Unplugged le 12 décembre 1993, au cours de laquelle les chansons sont jouées en acoustique. Jouant des reprises (Where Did You Sleep Last Night de Leadbelly et The Man Who Sold the World de David Bowie notamment) et chansons de son répertoire, les musiciens s'approprient totalement le concept de l'émission et montrent ainsi une nouvelle facette de leur musique. Grâce notamment à ce passage télévisuel, In Utero se vend à plus de cinq millions d'exemplaires aux États-Unis.
Après un dernier concert début janvier 1994 à Seattle, Kurt Cobain souhaite enregistrer de nouveaux morceaux et ils réservent les Studios Robert Lang, que Dave Grohl et Krist Novoselic ont visité peu avant, pour la fin du mois. Le chanteur n'étant présent que par intermittence, ils n'enregistrent que You Know You're Right. Ils le réservent de nouveau pour avril, après leur tournée européenne. Le trio commence son voyage par un passage dans l'émission française Nulle part ailleurs sur Canal+ le 4 février et se produit ensuite au Portugal, de nouveau en France, en Italie, dans l'ex-Yougoslavie chère à Krist Novoselic, puis à Munich le 1er mars, prestation que Novoselic conclut en plaisantant avec la foule : « Nous ne jouons pas dans une salle énorme ce soir, car notre carrière est déclinante. Nous sommes sur une voie de garage. Le grunge est mort, Nirvana est fini. Notre prochain album sera un disque de hip-hop ».
Les deux dernières dates en Allemagne sont annulées car Kurt Cobain est atteint d'une bronchite et d'une laryngite. Au repos avec sa femme à Rome, le chanteur fait une première tentative de suicide le 4 mars en mélangeant du champagne et une cinquantaine de comprimés d'un anxiolytique. Sauvé in extremis après un coma de vingt heures, il est rapatrié dans son manoir aux États-Unis, où il se réfugie et menace d'en finir. La police confisque ses armes le 18 mars et il est admis pour une cure de désintoxication à Los Angeles le 30. Il s'en échappe le lendemain afin de prendre un avion en direction de Seattle, où il se donne la mort le 5 avril. Son corps est retrouvé trois jours plus tard par un électricien venu installer une alarme.

### Après Nirvana (depuis 1994)

#### Publications posthumes et réunions
Nirvana étant l'un des groupes qui vend le plus de disques lorsque Kurt Cobain se donne la mort, DGC Records souhaite continuer de surfer sur la vague et demande donc aux deux membres restants de choisir plusieurs titres parmi les différents enregistrements pour sortir une compilation, annoncée sous le nom Chorus Versus Chorus. Encore sous le coup de l'émotion, ils en sont incapables et préfèrent publier l'intégralité du concert donné lors de l'émission MTV Unplugged. L'album live, paru en novembre 1994 sous le titre MTV Unplugged in New York, entre instantanément en tête des classements de ventes de plusieurs pays. Il est l'album posthume le plus vendu au monde. Après l'échec de ses deux groupes Sweet 75 et Eyes Adrift, Krist Novoselic abandonne la musique et se tourne vers la politique, tandis que Dave Grohl se lance dans un nouveau projet : Foo Fighters.
Deux ans plus tard, From the Muddy Banks of the Wishkah, une compilation de chansons enregistrées sur scène entre 1989 et 1994, voit le jour et se retrouve en tête du Billboard 200. Les années suivantes sont marquées par une bataille juridique entre Courtney Love, la veuve de Kurt Cobain, et les deux autres membres de Nirvana : la première estime que son mari était le groupe, Dave Grohl et Krist Novoselic n'étant que des musiciens d'accompagnement. Un accord est finalement trouvé entre les deux parties, en octobre 2002, ce qui se traduit immédiatement par la parution d'une compilation homonyme,,. Les coffrets With the Lights Out et Sliver: The Best of the Box suivent en 2004 et 2005, proposant démos, répétitions et titres en live encore inédits officiellement. Après la nouvelle publication, cette fois en DVD, de Live! Tonight! Sold Out!! en 2006 et du MTV Unplugged in New York en 2007,, l’impressionnante performance scénique du trio, lors du festival de Reading 1992, suit le même chemin en 2009 avec Live at Reading. En parallèle, Sub Pop célèbre le vingtième anniversaire de son album le plus vendu, Bleach, en publiant une édition spéciale. DGC Records fait ensuite de même avec les deux autres albums studios en 2011 et 2013,. Le groupe vend ainsi plus de soixante-quinze millions d'albums dans le monde, dont un tiers uniquement aux États-Unis.
Dave Grohl, Krist Novoselic et Pat Smear, ce dernier considéré comme le quatrième membre du groupe, se retrouvent pour la première fois sur scène lors du 12-12-12: The Concert for Sandy Relief, un concert qui a lieu le 12 décembre 2012 au Madison Square Garden en faveur des victimes de l'ouragan Sandy. Ils rejoignent Paul McCartney sur la chanson Cut Me Some Slack, composée pour le film Sound City réalisé par Grohl en 2013. Le bassiste des Beatles les invite de nouveau le 19 juillet 2013 pour interpréter le même titre lors de son concert à Seattle, sorte de retour aux sources pour les survivants de Nirvana.
Les trois « survivants » célèbrent l'entrée de Nirvana au Rock and Roll Hall of Fame en 2014, soit dès sa première année d'éligibilité,, en jouant quatre chansons avec Joan Jett, Kim Gordon, St. Vincent et Lorde au chant. Au cours de la cérémonie, Dave Grohl remercie Aaron Burckhard, Dale Crover, Dan Peters et Chad Channing, pour leur participation au groupe en leur temps. Jason Everman avait lui refusé l'invitation.
En 2016, lors de l'habituelle soirée de Clive Davis qui précède celle des Grammy Awards, ils rendent hommage à David Bowie en accompagnant Beck Hansen sur The Man Who Sold the World, telle qu'ils l'avaient jouée pour le MTV Unplugged,.

#### Foo Fighters

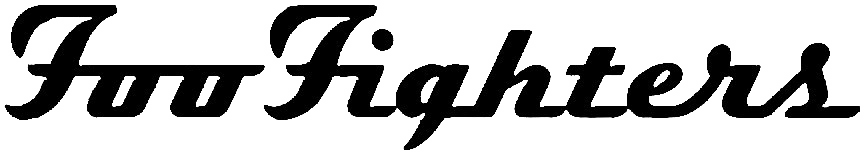
Après Nirvana, Dave Grohl fonde Foo Fighters, groupe de rock alternatif de renommée mondiale aujourd'hui.

Après la mort de Kurt Cobain, Dave Grohl entre en dépression, trouvant difficile d'écouter et de jouer de la musique, et projette même d'arrêter sa carrière musicale,. Entamant alors « une sorte de thérapie cathartique, pour enregistrer et sortir les chansons qu'il a lui-même écrites », il enregistre intégralement une dizaine de morceaux en une semaine aux Studios Robert Lang en octobre 1994, aidé par le producteur Barrett Jones. Prévoyant de les publier dans un premier temps sous le nom de Foo Fighters,,, le label Capitol Records (avec qui il vient de signer,) et ses amis l'encouragent à engager d'autres membres pour former un groupe et ainsi promouvoir l'album éponyme par des concerts : il engage ainsi Smear en plus de William Goldsmith et Nate Mendel, de Sunny Day Real Estate. Ce premier disque sort en juillet 1995 et se vend à plus de deux millions d'exemplaires dans le monde en six mois,.
Après quinze ans de carrière et un succès international, la formation fait le choix de revenir aux sources avec un septième album devant « capturer l'essence-même du groupe ». Pour cela, Dave Grohl décide d'installer un studio dans son garage en Californie et fait appel à Vig pour la production, vingt ans après Nevermind. Publié en avril 2011 en parallèle de Back and Forth, le film retraçant l'histoire de Foo Fighters via des interviews, Wasting Light est également marqué par la participation de Krist Novoselic sur la chanson I Should Have Known,. Début 2013, Dave Grohl réalise Sound City, un documentaire sur les studios éponymes qui ont vu l'enregistrement de Nevermind. Avec désormais neuf albums studio à son actif, Foo Fighters dépasse désormais les vingt ans de carrière et les douze millions d'albums vendus.

## Style musical

### Musique et influences
Avec un « son de basse profond, parfois sombre et boueux, des distorsions mises en avant et des mélodies éparses que porte la voix de Cobain, à l'intensité souvent primale », Bleach correspond aux souhaits de Sub Pop, label de Seattle qui a signé et produit les groupes locaux, influençant fortement la scène grunge. Les albums sortis proposent un punk rock violent aux riffs « omniprésents », traversé de « quelques éclairs pop », mais qui occultent tout solo de guitare. Le passage de Nirvana sur un autre label pour Nevermind permet à Cobain d'exprimer davantage son talent pour l'écriture de mélodies pop efficaces, qui offre un contrepoint à la violence punk rock qui reste néanmoins présente. Ce mélange, considéré par les critiques musicaux comme particulièrement réussi, constitue l'une des principales raisons du succès de l'album,. Pour In Utero, le groupe et Albini désiraient revenir à un son plus brut, comme sur Bleach. La musique est ainsi à la fois plus abrasive, mais paradoxalement plus accessible que sur Nevermind, oscillant entre instincts punk et harmonies pop. Le chanteur l'estime plus expérimentale et plus agressive qu'auparavant. Elle offre un aperçu des directions qu'auraient pu prendre leurs futures productions,.

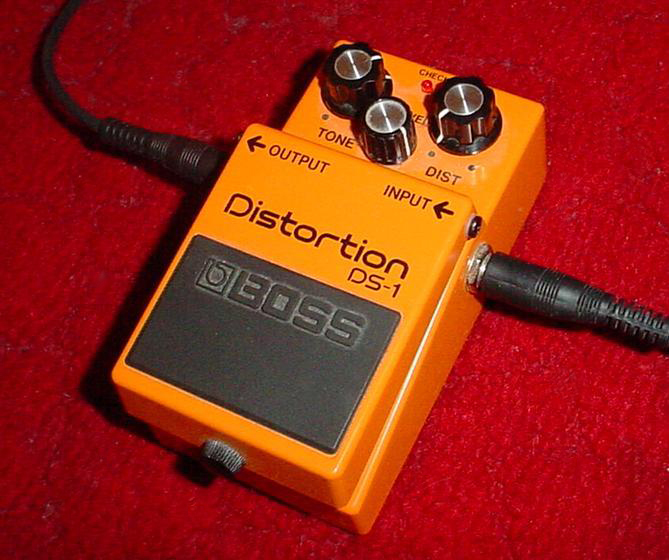
Kurt Cobain utilise beaucoup la distorsion de ses pédales Boss DS-1 (photo) puis DS-2, ainsi que des pédales de chorus Electro-Harmonix.

Caractéristiques du grunge et de Nirvana, la plupart de leurs chansons présentent des séquences d'accords basées avant tout sur des power chords et des changements de nuances, alternant couplets calmes et refrains énergiques au rythme de riffs de guitare dissonants,. De fait, la distorsion et le chorus sont les principaux effets utilisés par le groupe. Du côté de la voix, Vig s'est servi de la technique du doublage pour donner plus de puissance au chant de Cobain sur Nevermind, alors qu'Albini considérait que c'était inutile, l'écho d'une pièce isolée lui paraissant suffisant. L'arrivée de Grohl au sein du groupe a permis de stabiliser la formation, mais aussi d'impliquer davantage son instrument dans leurs chansons. La batterie est ainsi très présente sur In Bloom et sur le deuxième album de Nirvana en général. Bien que le batteur enregistre seul dans une pièce séparée et bardée d'une trentaine de micros pour capter la réverbération naturelle de la salle, la production finale d'In Utero ne met finalement que très peu en valeur son jeu. Afin de donner un son particulier à sa basse, Novoselic l'accorde en ré bémol, soit un ton et demi plus bas que la normale.

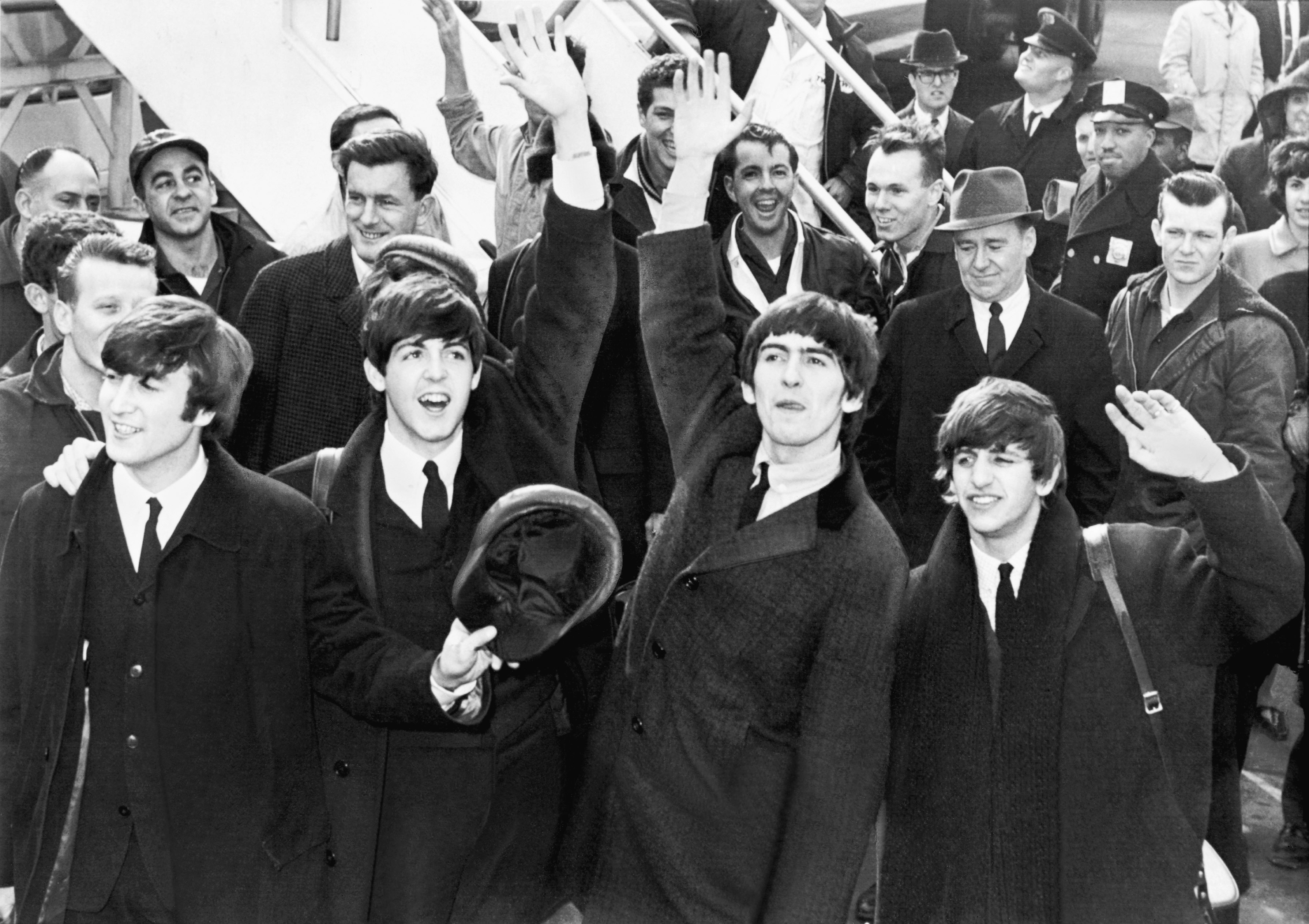
Les Beatles ont été une inspiration majeure pour Kurt Cobain lors de la composition des chansons de Nirvana.

Cobain découvre les Beatles à un jeune âge et se passionne pour leur musique. Quand il se met à composer ses propres chansons, elles en subissent naturellement l'influence. Ainsi, About a Girl, ballade à la « mélodie carillonnante et au refrain ironique », et Dumb rappellent « les mélodies simples et lumineuses » des Fab Four. Même si son talent pour l'écriture de ce type de morceaux est reconnu, ils ne constituent pas la majorité du répertoire de Nirvana, Cobain préférant alterner couplets calmes et refrains puissants dans le style des Pixies. Des chansons comme Smells Like Teen Spirit, Mr. Moustache ou Paper Cuts marquent aussi une opposition entre rugissements de guitares, rythme lourd et mélodie folk, à la façon de Led Zeppelin,,. Cette inspiration, présente dès le premier album, se retrouve souvent confrontée à un tempo proche du metal de Black Sabbath et Metallica (Scoff, School, Swap Meet, Sifting),,.
Partageant avec elles le même producteur, le groupe propose quelques riffs proches de ceux des autres formations de la scène grunge de Seattle, tels les Melvins sur Paper Cuts, ou Mudhoney sur Negative Creep. L'importance de l'ingénieur du son dans le processus de création oriente le trio vers de nouvelles directions musicales, notamment lors du remixage d'In Utero, où All Apologies et Dumb bénéficient du violoncelle de Kera Schaley. Cette touche délicate est le fruit du travail de Scott Litt, déjà à l'origine d'apports similaires sur Automatic for the People, de R.E.M.. De même, Nirvana choisit Andy Wallace lors du mixage de Nevermind, car ils appréciaient le son de Seasons in the Abyss du groupe de thrash metal Slayer. Par ailleurs, Novoselic estime que l'enregistrement de Bleach a été influencé par la combinaison The Smithereens / Celtic Frost qu'ils écoutaient dans leur van à ce moment-là, tandis que Cobain a reconnu avoir eu pour objectif que leur deuxième album sonne comme « les Bay City Rollers subissant l'assaut de Black Flag ».
Nirvana a également effectué un grand nombre de reprises au cours de sa carrière, que ce soit en studio ou sur scène. Le premier single du groupe, Love Buzz, a pour origine une chanson du groupe néerlandais de pop psychédélique des années 1960 Shocking Blue, dont les paroles ont été notablement modifiées. D'autres morceaux, comme Molly's Lips des Vaselines ou Turnaround de Devo, figurent sur le maxi Hormoaning sorti en 1992, tandis que d'autres titres comme Baba O'Riley des Who ou D-7 des Wipers sont interprétés lors de concerts ou festivals, sans toutefois être ensuite enregistrés en studio,. Les reprises les plus marquantes du trio sont celles du MTV Unplugged in New York, lors de l'émission MTV Unplugged aux studios Sony Music où le groupe propose un set acoustique avec les instruments débranchés. Nirvana y interprète Jesus Doesn't Want Me for a Sunbeam des Vaselines, avant The Man Who Sold the World de David Bowie, exécutée de façon « très dylanienne et fidèle en ce sens à l'original paru en 1970 », qui « constitue l'un des sommets du concert ». Les frères Kirkwood des Meat Puppets rejoignent ensuite le groupe pour trois de leurs chansons : Plateau, Oh Me et Lake of Fire, la première étant qualifiée de « moment de grâce », tant Cobain éprouve des difficultés sur « les passages les plus hauts ou les plus graves ». Le trio achève le spectacle sur la chanson traditionnelle Where Did You Sleep Last Night de Leadbelly, dont le final « marque les esprits » avec « la voix brisée de Cobain », qui « suinte de douleur ». Ce dernier, qui présente le bluesman comme étant « mon interprète… notre interprète favori »,, refuse le rappel demandé par les producteurs de l'émission, estimant qu'il ne pourrait pas faire mieux.

### Thèmes et compositions
Principal auteur-compositeur de Nirvana, Cobain a souvent été critiqué pour ses paroles décrites comme « incohérentes »,,, au point que certains animateurs de radios refusent de diffuser Smells Like Teen Spirit car ils n'arrivent pas à comprendre ce qu'il chante. Ce type de comportement énerve tout particulièrement le chanteur, pour qui « il n'y a pas d'explication aux paroles ». Néanmoins, la plupart des morceaux s'inspirent d'événements ayant marqué sa vie,. Ainsi, plusieurs chansons de Nevermind évoquent la relation dysfonctionnelle qu'il entretient avec Tobi Vail entre 1989 et 1990, certaines sont liées à son adolescence difficile,, tandis que d'autres traitent de son mal-être perpétuel. Il avoue cependant, après la sortie du deuxième album studio, que « certaines de mes expériences les plus intimes, comme des ruptures ou des mauvaises fréquentations, font écho au vide béant que ressent la personne dans la chanson, une solitude extrême, un ras-le-bol ».
Au fil des trois disques, une évolution des paroles est notable, même si elles restent dans l'ensemble peu empreintes d'optimisme et de bonheur. Celles de Bleach sont ainsi présentées comme « délibérément sombres et claustrophobes », alors que Cobain commence à peindre des scènes violentes révélant sa haine de lui-même et des autres sur Nevermind. In Utero propose des textes plus directs et plus construits autour de thèmes nihilistes, de l'inadéquation sociale et de la frustration du compositeur, laissant entrevoir ses premières intentions suicidaires,,. Dans ce dernier album, Cobain s'appuie bien plus sur ses lectures, s'inspirant notamment de la biographie de l'actrice Frances Farmer pour Frances Farmer Will Have Her Revenge on Seattle et du roman historique Le Parfum, de Patrick Süskind, sur Scentless Apprentice.
Outre la colère récurrente du chanteur, celui-ci reprend de façon régulière d'autres thématiques au cours de ses compositions. Il aborde ainsi à maintes reprises le machisme, sujet qui lui tient à cœur puisqu'il a souvent été victime des brimades de ses camarades au lycée, des « mecs qui picolent ensemble, se battent et pissent comme des animaux pour marquer leur territoire », en qui il ne se reconnaît pas et dont il cherche à tout prix à se démarquer,. Il est d'ailleurs dégoûté de retrouver ce type de personnes dans le public de Nirvana et n'hésite pas à leur montrer son mépris via les chansons Mr. Moustache, Downer et Very Ape,,. Son adolescence l'inspire d'autant plus qu'elle a été difficile : après le divorce de ses parents lorsqu'il a huit ans, il habite dans un premier temps chez sa mère avant de vivre pendant plusieurs mois dans la rue en 1985,. Sans argent, ni domicile fixe, sa situation précaire l'oblige à dormir pendant quelques mois dans le van de Novoselic, chez Dale Crover, ou encore, selon la légende, sous un pont de la rivière Wishkah à Aberdeen (Something in the Way),. Cette expérience traumatisante se reflète dans ses paroles : il juge ses parents responsables de ce qui lui est arrivé dans Scoff et se définit comme un « raté défaitiste » sur Negative Creep,. Paper Cuts, qui évoque le « calvaire d'un enfant maltraité qui grandit enfermé dans une pièce aux vitres peintes en noir », fait aussi écho à son enfance.
Résultat ou non de cette période de sa vie, les chansons de Cobain sont marquées par sa souffrance, ce que certains appellent son « aliénation », et la musique lui permet d'y échapper. Souvent ironique, et parfois même humoristique, il raconte l'histoire d'assassins dérangés sur Floyd the Barber,, pratique l'autodérision sur On a Plain ou bien compare sa vie à celle de Frances Farmer, une actrice hollywoodienne des années 1930-1940 dont la carrière s'est brutalement arrêtée après avoir voulu changer le système du cinéma et qui a ensuite fait un séjour de plusieurs années en hôpital psychiatrique. Sur Lithium, il dresse un parallèle entre lui-même et un jeune homme déprimé et au bord de la folie qui fait le choix de se tourner vers la religion, une attitude que le chanteur ne comprend pas. Bien qu'ayant fait un court séjour dans la famille born again de son ami Jesse Reed,, Cobain a toujours préféré « gérer sa douleur » en prenant des drogues plutôt que de s'en remettre à Dieu, d'abord en fumant du cannabis, avant d'utiliser des produits plus forts, notamment l'héroïne,.
En plus de son goût peu prononcé pour les paroles optimistes, le chanteur se passionne également pour tout ce qui touche aux sécrétions corporelles et aux maladies, sujet récurrent sur In Utero. Ainsi, Drain You évoque une histoire d'amour fusionnelle entre deux bébés voisins de couveuse à l'hôpital, Scentless Apprentice empile les images scatologiques, tandis que Tourette's rend hommage au médecin français qui a diagnostiqué le premier cette maladie. Cette fascination morbide pour les relents du corps humain se retrouve aussi sur Pennyroyal Tea, où il décrit les effets de la tisane à la menthe pouliot, qui aurait des vertus abortives et déclencherait des contractions utérines, puis cite les anti-acides à la cerise qu'il prend pour diminuer les problèmes intestinaux qui le tourmentent.
Dans cette chanson, la révolte qui caractérise habituellement Cobain semble laisser sa place à l'abattement, laissant percevoir l'allusion du suicide, comme il l'avait déjà fait sur Milk It. En effet, depuis les débuts du groupe, le chanteur adresse de vives critiques dans ses textes : à la scène de Seattle sur School qu'il décrit comme « clanique et hiérarchique », ; contre l'esprit jeune avec Smells Like Teen Spirit ; aux gens forcés d'agir de façon contradictoire à leur nature pour satisfaire à ce qu'on attend d'eux (Come as You Are) ; à certaines salles de concert qui font payer les billets d'entrée au groupe, celui-ci devant ensuite lui-même les revendre et perdant de l'argent s'il n'y arrivait pas, sur Stay Away,, et contre l'autorité en général (Mr. Moustache, Breed).

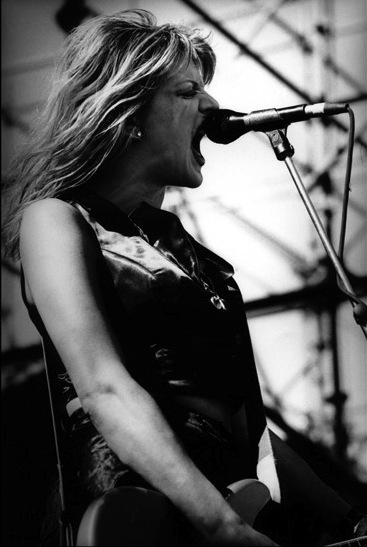
Kurt Cobain s'est servi de ses histoires personnelles pour composer les chansons de Nirvana. Sa relation tumultueuse avec sa femme Courtney Love n'y a pas échappé.

Après le succès de Nevermind, Nirvana fait face à une médiatisation très importante. Cobain, ne souhaitant pas cette vente de masse et ne la supportant pas, s'en prend à l'industrie musicale qui est responsable de ce marketing féroce. S'il en avait eu la possibilité, il aurait aimé pouvoir sortir de ce système. Il n'avait d'ailleurs pas hésité à épingler leur premier label, Sub Pop car, bien qu'indépendant, la pression exercée par celui-ci et son fonctionnement étaient proches de ce qui se faisait dans les majors, alors même que Big Cheese apparaît sur Bleach, sorti par Sub Pop. Il règle également, à plusieurs reprises, ses comptes avec les journalistes qui le traquent lui et Courtney Love (Rape Me et Serve the Servants),. Sur cette dernière chanson, il refuse aussi toute idée de s'être vendu sur leur deuxième album, en réponse à ceux qui leur en font le reproche. Parmi les autres critiques, Gallons of Rubbing Alcohol Flow Through the Strip s'adresse au styliste Perry Ellis qui a lancé une ligne de vêtements grunge.
Dans le répertoire de Cobain figurent malgré tout quelques chansons d'amour, presque toutes inspirées des propres relations de Cobain, de ses ruptures, mais aussi de son mariage. Bien que pas forcément reconnu, le talent du chanteur pour l'écriture de ce type de morceaux est pourtant réel, en atteste About a Girl, la première, qui « reflète à la perfection la rage, la douleur et la tendresse toujours présente » en référence à sa séparation d'avec Tracy Marander. Sur Lounge Act, il reconnaît qu'il est difficile d'être à la fois un artiste et un compagnon convenable, un sentiment qui le déchire de l'intérieur, se justifiant sur l'échec de sa relation avec Vail. Il raconte ensuite les débuts de son idylle avec Love sur Heart-Shaped Box, évoquant les boîtes en forme de cœur qu'ils s'offrent depuis la fin de l'année 1991,. Milk It et surtout All Apologies sont parmi les autres titres de Cobain abordant le thème de l'amour. Sur la seconde, il décrit même comme « paisible, heureuse et confortable » l'ambiance dans laquelle sa femme, sa fille Frances Bean et lui vivent, contrastant avec l'habituel pessimisme dont il fait preuve.
À l'instar des violentes critiques qu'il a émises dans ses chansons, Cobain en a également suscité de fortes avec certaines d'entre elles, même si en réalité, ses textes sont en fait incompris. Ainsi, Polly raconte un fait-divers s'étant déroulé à Tacoma, en 1987, au cours duquel une adolescente qu'il connaissait est enlevée, torturée puis violée, avant de s'échapper. Les paroles, chantées du point de vue du violeur, peuvent paraître malsaines si interprétées au premier degré, alors que le chanteur exprime en réalité son admiration pour le courage dont elle a fait preuve. De même, Rape Me tente de montrer le féminisme tout autant que le fatalisme qu'on peut enfouir en soi à la suite d'un viol. Le titre (« viole-moi »), ainsi qu'une partie des paroles, provoquent les foudres des associations féministes, alors même que le chanteur affirme avoir toujours été de leur côté. Il finit par s'approprier ce titre en réponse aux attaques perpétuelles de la presse. Dans un autre genre, le dernier vers de la chanson Stay Away, God is gay (« Dieu est homo »), déchaîne la fureur des conservateurs américains, qui essaient vainement de la faire censurer à la sortie de l'album. Ce morceau illustre parfaitement l'indépendance de Nirvana vis-à-vis de toute catégorisation, bien qu'il devienne un hymne de la scène de Seattle.

## Héritage et distinctions
Considéré « indiscutablement comme l'album de rock le plus important des années 1990 », le son de Nevermind donne le ton pour le rock de cette période. Il « a durablement influencé le son de toute la décennie », car il ne se contente pas de faire sortir de l'ombre la scène grunge de Seattle, il ouvre la voie à des groupes comme Pearl Jam, Soundgarden et Alice in Chains. De plus, il fait connaître auprès du grand public le rock alternatif dans son ensemble, établissant ainsi la viabilité commerciale et culturelle du genre. Proposant « des chansons pop tordues qui flirtent avec l'agressivité du punk et les accords puissants du metal », il « inspire toute une génération de musiciens » : « aucun autre album dans l'histoire récente n'a eu un impact aussi écrasant sur une génération, une nation d'adolescents soudainement transformés en punks, ni un effet aussi catastrophique sur son principal créateur ».
Il marque aussi l'émergence d'une nouvelle génération de fans de musique, dans un milieu jusqu'alors dominé par les goûts musicaux des baby boomers. Il « est arrivé exactement au moment qu'il fallait. C'était une musique faite par, pour et à propos de jeunes gens ignorés ou traités avec condescendance ». En effet, après des années 1980 dominées dans l'ensemble par un rock plus sage et feutré qui n'arrive pas à se renouveler, la mode revient aux guitares agressives, non seulement aux États-Unis mais aussi au Royaume-Uni. Cette jeune génération redécouvre à cette occasion le punk rock des années 1970, ainsi que les festivals itinérants consacrés au rock alternatif, tel le Lollapalooza,.
Le succès international du disque entraîne un bouleversement des stratégies des maisons de disques : estimant désormais que les groupes de rock alternatif peuvent atteindre rapidement une grande popularité, elles n'hésitent plus à leur offrir des avances conséquentes pour l'enregistrement de leurs albums. Les majors du disque proposent ainsi des contrats alléchants à des artistes jusqu'alors underground comme Butthole Surfers, Helmet, L7, Melvins, Mudhoney, The Smashing Pumpkins ou encore Tad. Cette évolution permet à des groupes de la côte Ouest des États-Unis comme The Offspring ou Green Day de briller dans le monde entier.
Le troisième album de Nirvana, In Utero, qui reprend la violence de Bleach avec la maturité de Nevermind, est considéré par le journaliste musical Charles R. Cross comme « bien meilleur que Nevermind ». « Apparaissant pourtant comme une suite idéale à Nevermind de 1991 : un condensé de puissance mal assumée et de sincérité à fleur de peau, qui aura à cœur de briser tous les schémas qui avaient été dressés au lendemain de Nevermind », c'est finalement « une sorte d'album maudit, car renié par Geffen, puis Albini, puis Cobain, finalement, l'estimant mal mixé et mastérisé », qui semble « aujourd'hui être littéralement oublié par les groupes actuels. S'il y a un album qui s'est vendu à plus de quatre millions d'exemplaires qui est négligé et sous-estimé, c'est bien In Utero ».
Avec le temps, il apparaît d'ailleurs que seule la popularité du deuxième album studio de Nirvana reste intacte : il figure à la 17e place du classement des 500 plus grands albums de tous les temps établi par Rolling Stone, de la liste des 100 meilleurs albums de tous les temps du Time, à la 3e place du classement des 100 meilleurs albums de tous les temps établie par les lecteurs du magazine Q ou encore dans la sélection des 101 disques qui ont changé le monde de la discothèque idéale de Philippe Manœuvre. In Utero se contente d'une 13e position dans les « 100 meilleurs albums des années 1990 » de Pitchfork et d'une 439e place parmi les « 500 meilleurs albums de tous les temps » du magazine Rolling Stone. Il fait néanmoins partie, tout comme Nevermind, des 1001 albums qu'il faut avoir écoutés dans sa vie. En 2005, la Bibliothèque du Congrès intègre Nevermind dans ses enregistrements sonores considérés comme significatifs selon des critères culturels, historiques et esthétiques. Nirvana fait son entrée au Rock and Roll Hall of Fame en 2014, vingt-cinq ans après la publication de Bleach, soit dès sa première année d'éligibilité,.
Le groupe est distingué à onze reprises sur les trente et une nominations obtenues au cours de sa carrière et après la mort de Cobain. La première est le NME Awards du « Meilleur single » pour Smells Like Teen Spirit en 1991, suivie des MTV Video Music Awards du « Meilleur nouvel artiste » et de la « Meilleure vidéo alternative » en 1992, et également récompensée en 2000 dans la catégorie « Meilleur single de tous les temps » des NME Awards. Le trio se voit décerner son unique Grammy Awards, celui du « Meilleur album de musique alternative » pour le MTV Unplugged in New York en 1996, puis le NME Awards du « Meilleur DVD musical » en 2008 pour ce même album live. En 1993, le single In Bloom est récompensé dans la catégorie « Meilleure vidéo alternative », alors qu'Heart-Shaped Box l'est l'année suivante dans les catégories « Meilleure direction artistique » et « Meilleure vidéo alternative ». Nirvana reçoit aussi le Brit Awards de la « Meilleure révélation internationale » en 1993, l'American Music Awards du « Meilleur duo/groupe de heavy metal/hard rock » en 1995.

## Membres

### Derniers membres
- Kurt Cobain - chant, guitare (1987–1994)
- Krist Novoselic - basse (1987–1994)
- Dave Grohl - batterie, chœurs (octobre 1990–1994)

### Musiciens de tournée
- Pat Smear - guitare, chœurs (septembre 1993–1994)
- Melora Creager – violoncelle (1994)

### Anciens membres
- Aaron Burckhard - batterie (1987–1988, avril 1988)
- Dale Crover - batterie (janvier-février 1988, août 1990)
- Dave Foster - batterie (mars-avril 1988)
- Chad Channing - batterie (mai 1988-mai 1990)
- Dan Peters - batterie (juin 1990-septembre 1990)
- Jason Everman - guitare rythmique (février 1989-juin 1989)

### Anciens musiciens de tournée
- John Duncan - guitare (1993)
- Lori Goldston - violoncelle (novembre 1993–début 1994)

## Discographie
- 1989 : Bleach (Sub Pop)
- 1991 : Nevermind (DGC Records)
- 1993 : In Utero (DGC Records)

## Documentaires
- 1992 : 1991: The Year Punk Broke
- 1998 : Kurt and Courtney
- 2005 : Classic Albums: Nirvana – Nevermind
- 2006 : Nirvana – A Classic Album Under Review – In Utero
- 2006 : Kurt Cobain: About a Son
- 2011 : Back and Forth
- 2015 : Soaked in Bleach
- 2015 : Kurt Cobain: Montage of Heck

### Ouvrages
- (en) Michael Azerrad, Come as You Are: The Story of Nirvana, Doubleday, 1er septembre 1993, 336 p. (ISBN 0-385-47199-8)

1. ↑  Azerrad 1993, p. 36.
2. ↑  Azerrad 1993, p. 44-45.
3. 1 2  Azerrad 1993, p. 57-58.
4. ↑  Azerrad 1993, p. 67-68.
5. ↑  Azerrad 1993, p. 71.
6. ↑  Azerrad 1993, p. 79.
7. ↑  Azerrad 1993, p. 61-62.
8. ↑  Azerrad 1993, p. 85-89.
9. 1 2 3  Azerrad 1993, p. 90-91.
10. 1 2  Azerrad 1993, p. 137-139.
11. ↑  Azerrad 1993, p. 141-142.
12. ↑  Azerrad 1993, p. 151.
13. ↑  Azerrad 1993, p. 145.
14. ↑  Azerrad 1993, p. 136-138.
15. ↑  Azerrad 1993, p. 162.
16. ↑  Azerrad 1993, p. 164-165.
17. ↑  Azerrad 1993, p. 169.
18. ↑  Azerrad 1993, p. 174.
19. 1 2  Azerrad 1993, p. 196.
20. ↑  Azerrad 1993, p. 176-177.
21. 1 2  Azerrad 1993, p. 227-228.
22. ↑  Azerrad 1993, p. 199.
23. 1 2  Azerrad 1993, p. 202-203.
24. ↑  Azerrad 1993, p. 229.
25. ↑  Azerrad 1993, p. 256.
26. ↑  Azerrad 1993, p. 271.
27. ↑  Azerrad 1993, p. 312.
28. 1 2  Azerrad 1993, p. 314.
29. 1 2  Azerrad 1993, p. 315.
30. 1 2 3  Azerrad 1993, p. 331-332.
31. 1 2  Azerrad 1993, p. 336-337.
32. ↑  Azerrad 1993, p. 337-338.
33. ↑  Azerrad 1993, p. 102.
34. 1 2  Azerrad 1993, p. 321.
35. ↑  Azerrad 1993, p. 323.
36. ↑  Azerrad 1993, p. 316-317.
37. ↑  Azerrad 1993, p. 97.
38. ↑  Azerrad 1993, p. 322-323.
39. 1 2  Azerrad 1993, p. 99-100.
40. 1 2  Azerrad 1993, p. 218.
41. ↑  Azerrad 1993, p. 225.

- (en) Jim Berkenstadt et Charles R. Cross, Classic Rock Albums: Nevermind, Schirmer Books, 9 novembre 1998, 173 p. (ISBN 0-02-864775-0)

1. ↑  Berkenstadt 1998, p. 29.
2. ↑  Berkenstadt 1998, p. 38.
3. 1 2  Berkenstadt 1998, p. 96.
4. ↑  Berkenstadt 1998, p. 113.
5. 1 2  Berkenstadt 1998, p. 71.

- (en) Charles Cross, Heavier Than Heaven: A Biography of Kurt Cobain, Hyperion, 21 août 2002, 432 p. (ISBN 0-7868-8402-9)

1. 1 2  Cross 2002, p. 304-305.
2. ↑  Cross 2001, p. 182.
3. ↑  Cross 2001, p. 204-205.
4. 1 2  Cross 2001, p. 168-169.

- Isabelle Chelley, Dictionnaire des chansons de Nirvana, Tournon, 18 avril 2005, 213 p. (ISBN 2-914237-40-5)

1. ↑  Chelley 2005, p. 93-94 et 150.
2. ↑  Chelley 2005, p. 160-162.
3. ↑  Chelley 2005, p. 11.
4. ↑  Chelley 2005, p. 83-88.
5. ↑  Chelley 2005, p. 145-149.
6. ↑  Chelley 2005, p. 137-138.
7. ↑  Chelley 2005, p. 109-110.
8. ↑  Chelley 2005, p. 95-97.
9. ↑  Chelley 2005, p. 124.
10. ↑  Chelley 2005, p. 174.
11. ↑  Chelley 2005, p. 156-157.
12. ↑  Chelley 2005, p. 149-151.
13. ↑  Chelley 2005, p. 119-120.
14. ↑  Chelley 2005, p. 63-64.
15. ↑  Chelley 2005, p. 116-118.
16. ↑  Chelley 2005, p. 56-57.
17. ↑  Chelley 2005, p. 53-55.
18. ↑  Chelley 2005, p. 134-136.
19. ↑  Chelley 2005, p. 121-123.
20. 1 2  Chelley 2005, p. 101-103.
21. ↑  Chelley 2005, p. 136-137.
22. 1 2  Chelley 2005, p. 155-156.
23. ↑  Chelley 2005, p. 141-142.
24. ↑  Chelley 2005, p. 37-39.
25. ↑  Chelley 2005, p. 129-131.
26. ↑  Chelley 2005, p. 139-141.
27. ↑  Chelley 2005, p. 67-68.
28. ↑  Chelley 2005, p. 94-95.
29. ↑  Chelley 2005, p. 76.
30. ↑  Chelley 2005, p. 124-126.

- (en) Jim DeRogatis, Milk It! : Collected Musings on the Alternative Music Explosion of the 90's, Da Capo Press Inc, 11 septembre 2003, 434 p. (ISBN 978-0-30681-271-2)

1. ↑  DeRogatis 2003, p. 16-17.
2. ↑  DeRogatis 2003, p. 4.

- (en) Jeff Apter, The Dave Grohl Story, Omnibus Press, 1er décembre 2007, 288 p. (ISBN 978-1-84609-762-1)

1. ↑  Apter 2007, p. 109.
2. ↑  Apter 2007, p. 111.
3. ↑  Apter 2007, p. 114.
4. 1 2  Apter 2007, p. 148.
5. ↑  Apter 2007, p. 150.
6. 1 2 3 4 5  Apter 2007, p. 151-153.
7. 1 2  Apter 2007, p. 155-156.
8. ↑  Apter 2007, p. 157.
9. ↑  Apter 2007, p. 159.
10. ↑  Apter 2007, p. 160.
11. 1 2 3  Apter 2007, p. 161-162.
12. ↑  Apter 2007, p. 163.
13. 1 2  Apter 2007, p. 164.
14. 1 2 3  Apter 2007, p. 255-260.
15. ↑  Apter 2007, p. 274.

- Florent Mazzoleni, Nirvana et le Grunge : 15 Ans de Rock Underground américain, Presses de la Cité, coll. « Gilles Verlant présente », 6 février 2006, 159 p. (ISBN 2-258-06963-7)

1. 1 2  Mazzoleni 2006, p. 75.
2. 1 2 3 4 5  Mazzoleni 2006, p. 77-78.
3. 1 2 3  Mazzoleni 2006, p. 87-88.
4. 1 2 3 4 5 6 7 8 9 10  Mazzoleni 2006, p. 89-90.
5. 1 2 3 4  Mazzoleni 2006, p. 91-92.
6. ↑  Mazzoleni 2006, p. 93.
7. ↑  Mazzoleni 2006, p. 119.
8. ↑  Mazzoleni 2006, p. 125.
9. ↑  Mazzoleni 2006, p. 127.
10. ↑  Mazzoleni 2006, p. 129.
11. 1 2 3 4 5  Mazzoleni 2006, p. 135-136.
12. ↑  Mazzoleni 2006, p. 133.
13. 1 2 3  Mazzoleni 2006, p. 138.
14. 1 2  Mazzoleni 2006, p. 140.
15. 1 2 3 4  Mazzoleni 2006, p. 141-142.
16. 1 2 3 4  Mazzoleni 2006, p. 147.
17. 1 2 3 4 5 6 7  Mazzoleni 2006, p. 148-150.
18. 1 2 3 4  Mazzoleni 2006, p. 151-152.
19. 1 2 3  Mazzoleni 2006, p. 155.
20. 1 2 3 4 5  Mazzoleni 2006, p. 146.
21. ↑  Mazzoleni 2006, p. 120.
22. 1 2 3  Mazzoleni 2006, p. 145.
23. 1 2  Mazzoleni 2006, p. 143.
24. 1 2 3 4  Mazzoleni 2006, p. 108-109.
25. 1 2 3 4 5  Mazzoleni 2006, p. 111.
26. ↑  Mazzoleni 2006, p. 144.

- (en) Gillian G. Gaar, In Utero, Continuum International Publishing Group Ltd., 1er novembre 2006, 112 p. (ISBN 978-0-82641-776-3)

1. ↑  Gaar 2006, p. 70.
2. ↑  Gaar 2006, p. 17.
3. ↑  Gaar 2006, p. 21-22.
4. ↑  Gaar 2006, p. 23.
5. 1 2  Gaar 2006, p. 40-41.
6. ↑  Gaar 2006, p. 61-64.
7. ↑  Gaar 2006, p. 98.
8. ↑  Gaar 2006, p. 3.
9. ↑  Gaar 2006, p. 45.
10. ↑  Gaar 2006, p. 50-51.
11. ↑  Gaar 2006, p. 42-43.

- (en) Christopher Sandford, Kurt Cobain, Orion, 6 décembre 2001, 416 p. (ISBN 978-0-75284-456-5)

1. ↑  Sandford 2001, p. 195.
2. 1 2 3 4 5 6  Sandford 2001, p. 116-118.
3. ↑  Sandford 2001, p. 112.

- Richard Thomas, Nirvana de A à Z, Prélude et Fugue, coll. « les guides MusicBook », octobre 2001, 122 p. (ISBN 2-84343-076-3)

1. ↑  Thomas 2001, p. 110.
2. ↑  Thomas 2001, p. 112.
3. ↑  Thomas 2001, p. 113.
4. ↑  Thomas 2001, p. 108.
5. 1 2  Thomas 2001, p. 12-13.
6. ↑  Thomas 2001, p. 65-66.
7. ↑  Thomas 2001, p. 115.
8. ↑  Thomas 2001, p. 19-20.
9. 1 2 3  Thomas 2001, p. 58-60.
10. 1 2  Thomas 2001, p. 98-100.
11. ↑  Thomas 2001, p. 38.
12. ↑  Thomas 2001, p. 13-14.
13. ↑  Thomas 2001, p. 47.

Autres ouvrages
1. ↑  (en) John D. Luerssen, Nirvana FAQ: All That's Left to Know About the Most Important Band of the 1990s, 2014, 400 p. (ISBN 978-1617134500, lire en ligne).
2. 1 2  Philippe Manœuvre, La Discothèque rock idéale, Albin Michel, 2005 (ISBN 2-226-15209-1), p. 190.
3. ↑  (en) Chuck Crisafulli, "Nirvana": The Stories Behind Every Song, Thunder's Mouth Press, 8 septembre 2006, 256 p. (ISBN 1-56025-947-7), p. 28–36.
4. 1 2 3  Robert Dimery, Les 1001 albums qu'il faut avoir écoutés dans sa vie, Flammarion, 2006 (ISBN 2-0820-1539-4), p. 656.
5. ↑  Gilles Verlant et Thomas Caussé, La Discothèque parfaite de l'odyssée du rock, Presses de la Cité, 2009 (ISBN 2-2580-8007-X), p. 248.

### Articles de presse
1. 1 2  (en) Tobias Hoi, « In Bloom », Guitar World,‎ octobre 2001.
2. 1 2  (en) Charles R. Cross, « Requiem for a Dream », Guitar World,‎ octobre 2001.
3. ↑  (en) Nathaniel Wice, « How Nirvana Made It », Spin,‎ avril 1992.
4. 1 2 3  (en) Gillian G. Gaar, « Verse Chorus Verse: The Recording History of Nirvana », Goldmine,‎ 14 février 1997.
5. 1 2  (en) Keith Cameron, « This Is Pop », Mojo,‎ mai 2001.
6. ↑  (en) Fred Goodman, « Nirvana to 'Newsweek': Drop dead », Rolling Stone,‎ 24 juin 1993.
7. 1 2  (en) Craig Rosen, « Nirvana Set Has Smell of Success », Billboard,‎ 25 septembre 1993.
8. ↑  (en) Chris Heath, « The Nirvana Wars: Who Owns Kurt Cobain? », Rolling Stone,‎ 6 juin 2002.
9. ↑  (en) Gene Stout, « Courtney Love, former members of Nirvana settle suit », Seattle Post-Intelligencer,‎ 30 septembre 2002 (lire en ligne).
10. ↑  (en) Gary Susman, « 'Mile' Marker », Entertainment Weekly,‎ 7 novembre 2002 (lire en ligne).
11. ↑  (en) « Everyone Has Their Dark Side », Mojo,‎ avril 2005.
12. ↑  (en) « My Brilliant Career », Q,‎ novembre 2007 (lire en ligne).
13. 1 2  (en) Kevin Murphy, « Honor Roll », Classic Rock,‎ juillet 2005.
14. ↑  (en) « From Penniless Drummer To The Bigest Rock Icon In the World », Kerrang!,‎ novembre 2009 (lire en ligne).
15. ↑  (en) Craig Rosen, « Time Off Re-energizes the Foo Fighters », Billboard,‎ 24 juin 1995 (lire en ligne).
16. ↑  (en) Chris Morris, « Gary Gersh's Artist Development Proves to be Capitol's Foundation », Billboard,‎ 16 décembre 1995 (lire en ligne).
17. ↑  (en) « PREVIEW: FOO FIGHTERS MAKING MUSIC TO BREAK INTO CARS TO », Q,‎ novembre 2010 (lire en ligne).
18. 1 2  (en) Luke Lewis, « Nirvana and the Story of Grunge », Q,‎ décembre 2005.
19. ↑  (en) Alan di Perna, « Absolutely Foobulous! », Guitar World,‎ août 1997.
20. 1 2  (en) Charles R. Cross, « Cobainspotting », Guitar World,‎ octobre 2001.
21. ↑  (en) David Fricke, « Krist Novoselic », Rolling Stone,‎ 13 septembre 2001.
22. ↑  (en) Darcey Steinke, « Smashing Their Heads on That Punk Rock », Spin,‎ octobre 1993.
23. ↑  (en) Chris Morris, « The Year's Hottest Band Can't Stand Still », Musician,‎ janvier 1992.
24. ↑  (en) Darcey Steinke, « Smashing Their Heads on That Punk Rock », Spin,‎ octobre 1993, p. 42-49.
25. 1 2  (en) Charles R. Cross, « Bollocks to Nevermind…Here's In Utero », Guitar World,‎ octobre 2003.
26. ↑  (en) « Staff Lists: Top 100 Albums of the 1990s », Pitchfork,‎ 17 novembre 2003 (lire en ligne).

### Autres sources
1. 1 2 3 4  (en) AJ Ramirez, « Nirvana: Bleach », sur popmatters.com (consulté le 10 mars 2013).
2. ↑  (en) Jon Savage, « Nirvana » [archive du 4 août 2016], Encyclopædia Britannica (consulté le 11 octobre 2016).
3. ↑  Renaud Monfourny, « "Nirvana en 1991 (2/2) : “Nous sommes juste des punk rockeurs" », sur Les Inrockuptibles, 2 juin 2021
4. ↑  Prononciation en anglais américain retranscrite selon la norme API.
5. ↑  (en) « Nirvana – Bleach », sur discogs.com (consulté le 12 mars 2013).
6. ↑  (en) « Bleach by Nirvana », sur Guardian.co.uk (consulté le 10 mars 2013).
7. ↑  (en) « Kurt Cobain’s Guitars and Gear », sur www.groundguitar.com (consulté le 11 octobre 2017).
8. 1 2 3 4 5 6 7  (en) Classic Albums: Nirvana – Nevermind, Isis Productions, 2004, DVD.
9. 1 2  (en) « Nirvana Live Guide 1991 », sur nirvanaguide.com (consulté le 12 mars 2013).
10. 1 2  (en) « Nirvana Live Guide 1992 », sur nirvanaguide.com (consulté le 12 mars 2013).
11. ↑  (en) « Nevermind Awards », AllMusic (consulté le 3 mars 2013).
12. ↑  (en) « Nirvana headline Reading Festival », BBC (consulté le 13 mars 2013).
13. ↑  (en) « UK Albums Chart », The Official Charts Company.
14. ↑  (en) « Nirvana », RIAA (consulté le 6 avril 2013).
15. ↑  (en) « Track List Set For Nirvana Compilation », sur billboard.com (consulté le 13 septembre 2013).
16. ↑  (en) « Nirvana Concert Film Making DVD Debut », sur billboard.com (consulté le 13 septembre 2013).
17. ↑  (en) « Nirvana's 'Unplugged' Finally Heading To DVD », sur billboard.com (consulté le 13 septembre 2013).
18. ↑  (en) « Nirvana, "Live At Reading" », sur billboard.com (consulté le 13 septembre 2013).
19. ↑  (en) « 20 Year Old Bleach », sur subpop.com (consulté le 11 mars 2013).
20. ↑  (en) « Full tracklistings revealed for deluxe reissues of Nirvana's 'Nevermind' », New Musical Express, 27 juillet 2011 (consulté le 9 mars 2013).
21. ↑  (en) « Nirvana's 'In Utero' to be re-released for 20th anniversary », sur nme.com (consulté le 30 juillet 2013).
22. ↑  (en) « Nirvana to be Inducted to the Rock Hall of Fame in 2014 », sur ibtimes.co.in (consulté le 1er août 2017).
23. ↑  (en) « Gold & Platinum - RIAA », sur riaa.com (consulté le 1er août 2017).
24. ↑  (en) « Paul McCartney fronts Nirvana reunion », sur nme.com (consulté le 13 septembre 2013).
25. ↑  (en) « Paul McCartney describes the 'power' of playing with Nirvana's surviving members in Seattle », sur nme.com (consulté le 13 septembre 2013).
26. 1 2  (en) « Nirvana to join Rock And Roll Hall Of Fame in 2014 », sur nme.com (consulté le 18 décembre 2013).
27. 1 2  « Nirvana rejoint le Rock & Roll Hall Of Fame », sur lesinrocks.com (consulté le 18 décembre 2013).
28. ↑  (en) « Krist Novoselic says female-fronted Nirvana shows 'conjured spirit of the band' - NME », sur nme.com (consulté le 1er août 2017).
29. ↑  (en) « He Left Nirvana Because He Had Cooler Things to Do. Like Going to Iraq. », sur thedailybeast.com (consulté le 1er août 2017).
30. ↑  (en) « Beck, Nirvana Members Team to Cover David Bowie at Pre-Grammy Party », sur rollingstone.com (consulté le 1er août 2017).
31. ↑  « Beck et d’anciens membres de Nirvana reprennent “The Man Who Sold The World”, en hommage à David Bowie », sur lesinrocks.com (consulté le 1er août 2017).
32. 1 2 3  (en) Back and Forth, publié en 2011 par RCA Records.
33. ↑  (en) Kim Hughes, « Foo Fighters surpass 10 million sales mark (so yeah, they’re loaded) » [archive du 21 janvier 2012], sur inmusic.ca, 3 décembre 2011 (consulté le 12 décembre 2011).
34. ↑  (en) « Preview Tom Petty and Trent Reznor reminisce in Dave Grohls Sound City documentary », sur rollingstone.com (consulté le 21 janvier 2013).
35. ↑  (en) Neil McCormick, « Dave Grohl interview: 'I’m going to fix my leg and then I’m going to come back' », sur telegraph.co.uk, 18 juin 2015 (consulté le 27 juillet 2017).
36. ↑  (en) « www.kurtsequipment.com », sur www.kurtsequipment.com (consulté le 11 octobre 2017).
37. 1 2 3 4 5  (en) « Nirvana Bleach », sur sputnikmusic.com (consulté le 10 mars 2013).
38. ↑  (en) « Nirvana – Hormoaning », sur discogs.com (consulté le 29 août 2013).
39. ↑  (en) « Nirvana – Live At Reading », sur discogs.com (consulté le 29 août 2013).
40. 1 2 3  (en) « 500 Greatest Albums of All Time - Nevermind », Rolling Stone (consulté le 11 mars 2013).
41. ↑  (en) Jon Pareles, « Nirvana-bes Awaiting Fame's Call », The New York Times, 14 juin 1991 (consulté le 11 mars 2013).
42. ↑  (en) Josh Tyrangiel, « All-Time 100 Albums Nevermind », Time, 13 novembre 2006 (consulté le 11 mars 2013).
43. ↑  (en) « 2006 Q Magazine Reader's 100 Greatest Albums Ever », sur timepieces.nl (consulté le 11 mars 2013).
44. ↑  (en) « Quick News On Gwen Stefani, Pharrell Williams, Ciara, 'Dimebag' Darrell, Nirvana, Shins & More », MTV, 6 avril 2005 (consulté le 11 mars 2013).
45. ↑  (en) « NME Awards History », sur NME (consulté le 19 avril 2015).
46. ↑  (en) « 1992 MTV Video Music Awards », sur MTV (consulté le 22 avril 2015).
47. ↑  (en) « NME Awards History », sur NME (consulté le 19 avril 2015).
48. ↑  (en) « Past Winners Search », sur grammy.com (consulté le 19 avril 2015).
49. ↑  (en) « NME Awards History », sur NME (consulté le 19 avril 2015).
50. ↑  (en) « 1993 MTV Video Music Awards », sur MTV (consulté le 22 avril 2015).
51. ↑  (en) « 1994 MTV Video Music Awards », sur MTV (consulté le 22 avril 2015).
52. ↑  (en) « 1993 », sur brits.co.uk (consulté le 19 avril 2015).
53. ↑  (en) « Rock On The Net: 22th American Music Awards (presented in 1995) », sur rockonthenet.com (consulté le 22 avril 2015).